# Teatr Rapsodyczny

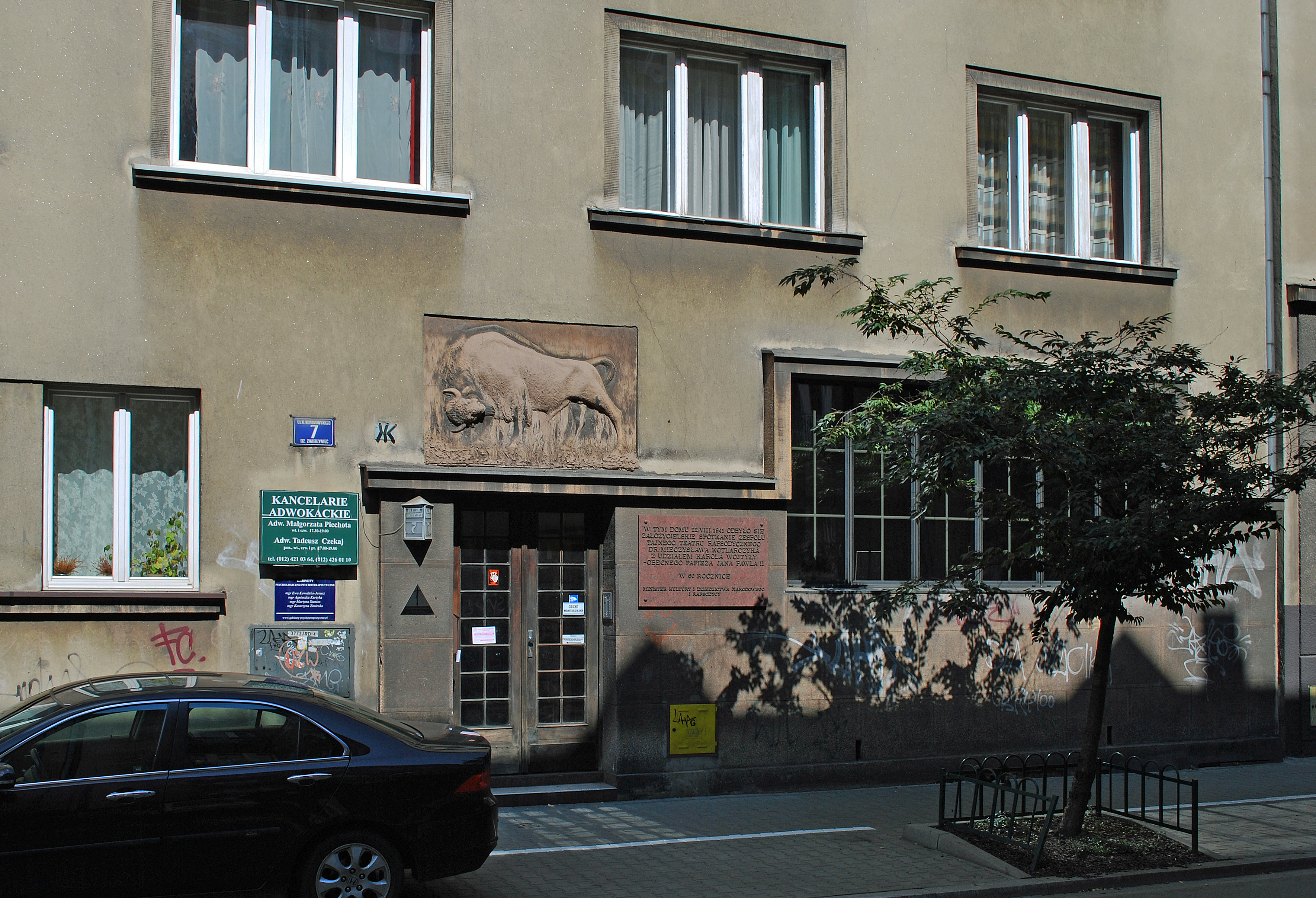
Ulica Komorowskiego 7 w Krakowie, kamienica Laszczków.
W tym domu założono Teatr Rapsodyczny o czym informuje tablica przy wejściu.

Teatr Rapsodyczny – konspiracyjny teatr założony jesienią 1941 r. w Krakowie, pod kierownictwem Mieczysława Kotlarczyka pod auspicjami konspiracyjnej organizacji narodowo-katolickiej Unia.

## Początki teatru
22 sierpnia 1941 r. w prywatnym mieszkaniu przy ulicy Komorowskiego 7 w Krakowie odbyło się tajne zebranie zespołu konspiracyjnego teatru, do którego należeli: Krystyna Dębowska (później Ostaszewska) – wówczas studentka Wyższej Szkoły Handlowej, polonistki: Halina Królikiewicz (Kwiatkowska), Danuta Michałowska, Karol Wojtyła, Jan Adamski, Tadeusz Szybowski i Mieczysław Kotlarczyk. Najbliższymi przyjaciółmi byli także: Tadeusz Kwiatkowski i rzeźbiarz – Tadeusz Ostaszewski (przyszli mężowie dwóch „rapsodycznych” aktorek). M. Kotlarczyk ogłosił powstanie teatru oraz stworzył jego teoretyczne i ideowe podstawy. Był nie tylko dyrektorem i reżyserem, ale także aktorem.
Pierwsze przedstawienie – Król-Duch J. Słowackiego zostało wystawione 1 listopada tego samego roku. Od rapsodów Króla-Ducha teatr przyjął nazwę Teatr Rapsodyczny.
Do marca 1943 r. wystawiono sześć premier: Beniowskiego, Hymny, Godzina Wyspiańskiego, Pana Tadeusza, Portret artysty, Samuela Zborowskiego J. Słowackiego. Teatr występował w prywatnych mieszkaniach dla specjalnie zapraszanej publiczności, m.in. Juliusza Osterwy, Jerzego Turowicza, Juliusza Kydryńskiego i innych.

## Lata powojenne
Teatr wznowił działalność 22 kwietnia 1945 r. jako zespół amatorski w sali kina „Wolność” przy ul. 18 Stycznia 2 (obecnie ul. Królewska). Dyrektorem, kierownikiem artystycznym i literackim oraz reżyserem był Mieczysław Kotlarczyk, scenografem – Tadeusz Ostaszewski. Do zespołu aktorskiego należeli m.in.: Barbara Horawianka (1951–1957), Halina Królikiewicz (Kwiatkowska), Danuta Michałowska, Krystyna Ostaszewska, Karol Wojtyła (1941–1942), Mieczysław Voit (1948–1955), Mieczysław Kotlarczyk, Maciej Maciejewski, Antoni Żuliński.
Teatr został uznany za teatr szkolny (obowiązkowy dla młodzieży) i 18 marca 1946 r. otrzymał uprawnienia zawodowe. Od września 1946 r. teatr występował w użytkowanej wspólnie z Teatrem Groteska sali przy ul. Skarbowej 2, następnie w specjalnie adaptowanym budynku przy ul. Warszawskiej 5, a od 1951 r. w gmachu przy ul. Bohaterów Stalingradu (Starowiślnej) 21 (obecnie Teatr Kameralny). W latach 1946–1953 istniało przy teatrze Studio Dramatyczne pod kierownictwem T. Kudlińskiego. Do grona wykładowców Studia należeli m.in.: aktorka i reżyserka Danuta Michałowska, reżyser Władysław Józef Dobrowolski, śpiewak operowy Józef Gaczyński, dyrygent i reżyser Kazimierz Meyerhold. Lata 1947–1951 były okresem najwybitniejszych osiągnięć teatru. Teatr Rapsodyczny dawał także występy gościnne (w sezonie 1946/47 na ogólną liczbę 118 przedstawień – 47 odbyło się w terenie). Po upaństwowieniu (1949) teatr uczestniczył w Festiwalu Sztuk Rosyjskich i Radzieckich i w centralnych uroczystościach Roku Mickiewiczowskiego. M. Kotlarczyk – chcąc stworzyć „socjalistyczną Redutę” – wystawił Rozkaz w oparciu o poezję S. Kirsanowa i W. Majakowskiego, powołał także „brygady rapsodyczne”, które objeżdżały południową Polskę z montażami poetyckimi. Szkolenie polityczne w teatrze prowadził Adam Polewka.
Na skutek prowokacji politycznej, 28 lutego 1953 r. Teatr Rapsodyczny został zlikwidowany, a w jego miejsce powołano Teatr Poezji. Teatr Rapsodyczny wznowił działalność 16 listopada 1957 r. programową inscenizacją Króla-Ducha pt. Legendy złote i błękitne jako Miejski Teatr Rapsodyczny. Obok M. Kotlarczyka reżyserowali: D. Michałowska, T. Malak, R. Machowski, D. Jodłowska i Ł. Karelus-Malska. Kotlarczyk współpracował z wybitnymi scenografami (M. Kołodziejem, M. Garlickim, Z. Strzeleckim) i kompozytorami (L. Kaszyckim, A. Kurylewiczem, Z. Koniecznym).
W 1961 r. teatr otrzymał zespołową nagrodę PAX-u im. Pietrzaka. W 1965 r. zespół teatru uczestniczył w Warszawskich Spotkaniach Teatralnych (Polonez Bogusławskiego). Kolejne inscenizacje: Dziadów (1966) i Akropolis (1966) przyjęto krytycznie. Teatr został definitywnie zamknięty 5 maja 1967 r.

## Repertuar
- Grunwald (Fragmenty: Grażyna, Konrad Wallenrod, A. Mickiewicza; Zawisza Czarny – J. Słowackiego. Układ tekstu i reżyseria – Mieczysław Kotlarczyk, oprawa plastyczna – Tadeusz Ostaszewski, muzyka – Antoni Żuliński, obsada: H. Królikiewicz, D. Michałowska, K. Ostaszewska, M. Kotlarczyk, M. Maciejewski, A. Żuliński, 22 kwietnia 1945 r.)
- Pan Tadeusz A. Mickiewicza, inauguracyjna premiera 23 maja 1945 r.
- Beniowski J. Słowackiego, (30 czerwca 1945 r.)
- Rapsody (1947)
- Dialogi miłości (1947)
- Eugeniusz Oniegin (1948)
- Lord Jim (1948)
- Pan Tadeusz (1949)
- Rozkaz 269 (1950)
- Aktorzy w Elsynorze na podstawie tekstów Szekspira (1951)
- Polonez Bogusławskiego (1952)
- Portrety i astronomia. Sceny z życia Kopernika i Leonarda da Vinci (1952)[1]
- Legendy złote i błękitne (1957)
- Szopka krakowska (1959)
- Odyseja (1958)
- Witeź w tygrysiej skórze (1960)
- Dyl Sowizdrzał (1960)
- Orlando Szalony (1961)
- Prawdziwa historia zdobycia Meksyku (1962)
- Kalewala (1963)
- Boska komedia (1963)
- Faust (1965)